# Station Strabla
Station Strabla is een spoorwegstation in de Poolse plaats Strabla.